# Choreografie
Choreografie je odborná umělecká činnost která spočívá ve vytváření koncepce nebo kompozice nějakého tanečního díla, tanečního projevu formou tance nebo baletu. Slovo může označovat i technické a umělecké vedení a řízení nějakého tanečního či baletního souboru. Muž pracující jakožto umělecký a technický vedoucí nějakého tanečního či baletního souboru nebo tvůrce nějakého tanečního či baletního vystoupení se pak nazývá choreograf, žena pak choreografka.
Choreografie bývá poměrně často spojena s taneční pedagogikou resp. výukou tance, profesi choreografů často vykonávají i současní nebo bývalí profesionální tanečníci.
Choreografii může mít jakékoliv veřejné vystoupení kde mají být předem určeny pohyby těla jedinců ale i skupin k sobě vzájemně, na předem dané signály nebo hudbu, jsou-li pohyby předem naplánovány a určeny, lze hovořit o choreografii vystoupení. Například módní přehlídky. 